# 일본제강소
일본제강소(日本製鋼所 니혼세이코쇼[*], 영어: Japan Steel Works)는 일본의 철강 회사이다. 미쓰이 그룹에 속한다. 약칭은 닛코(日鋼) 또는 JSW다.